# Lista över albumettor på Gaon Chart 2016
Detta är en lista över albumettor på Gaon Chart under år 2016. Gaon Chart är sammanställningen av försäljningen av musik i Sydkorea och drivs av Korea Music Content Industry Association (KMCIA). Album Chart publiceras varje vecka och visar listan över de mest sålda albumen i landet genom fysisk försäljning. Album Chart, som inkluderar studioalbum, EP-skivor och singelalbum, är en sammanställning av data försedd av landets största musikförsäljare och distributörer.

## Vecka

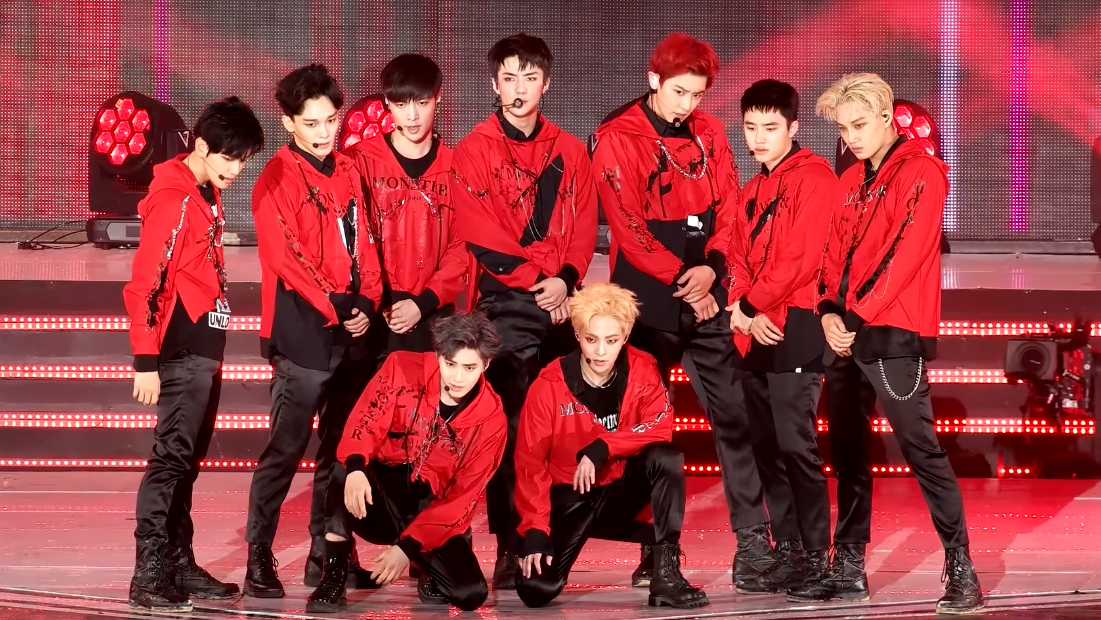
EXO låg etta på listan i sex veckor med fyra olika albumsläpp under året. Albumet EX'ACT låg etta på listan tre veckor i rad.

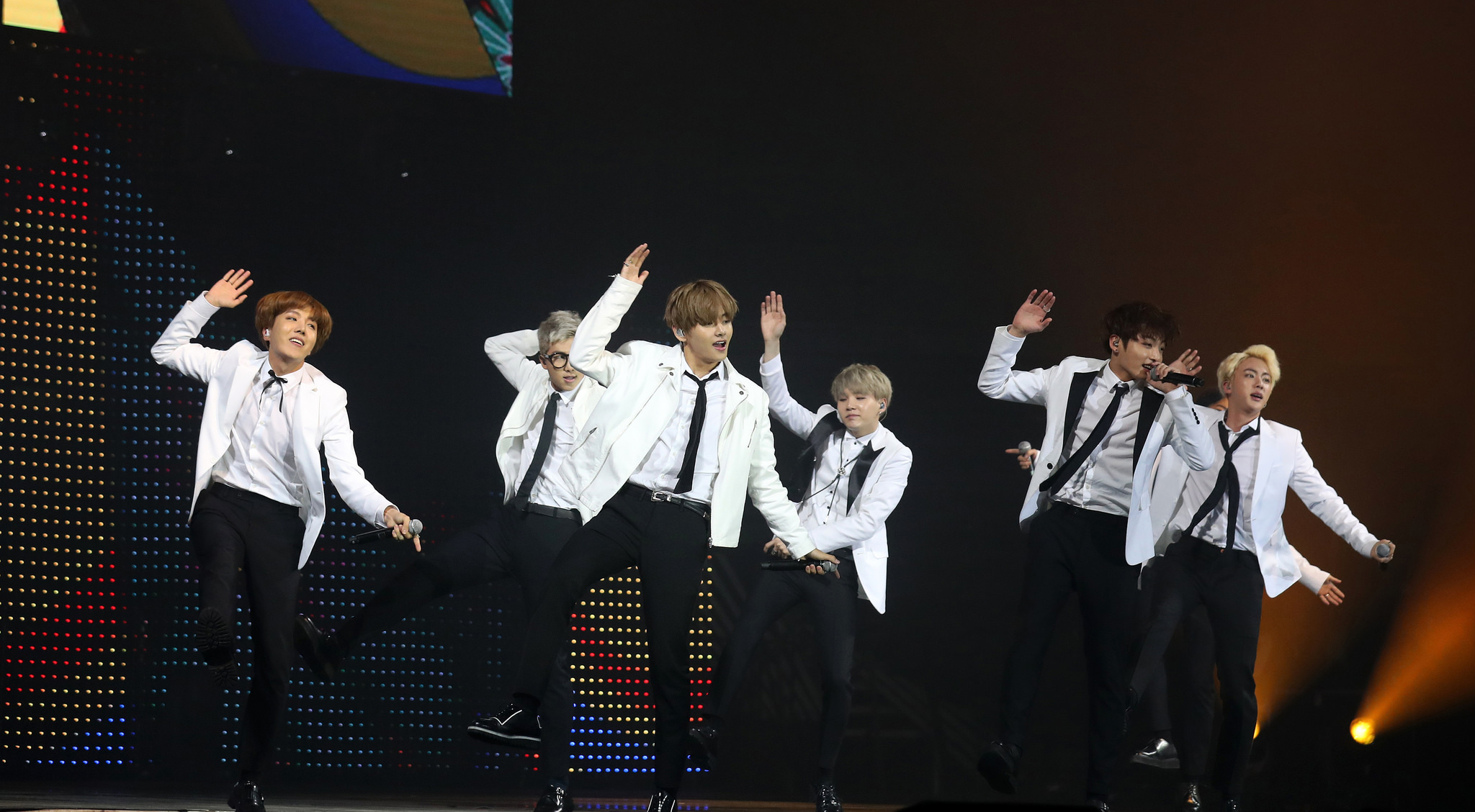
BTS låg etta på listan i sex veckor med fyra olika albumsläpp under året. Två av albumen låg etta på listan två veckor i rad.

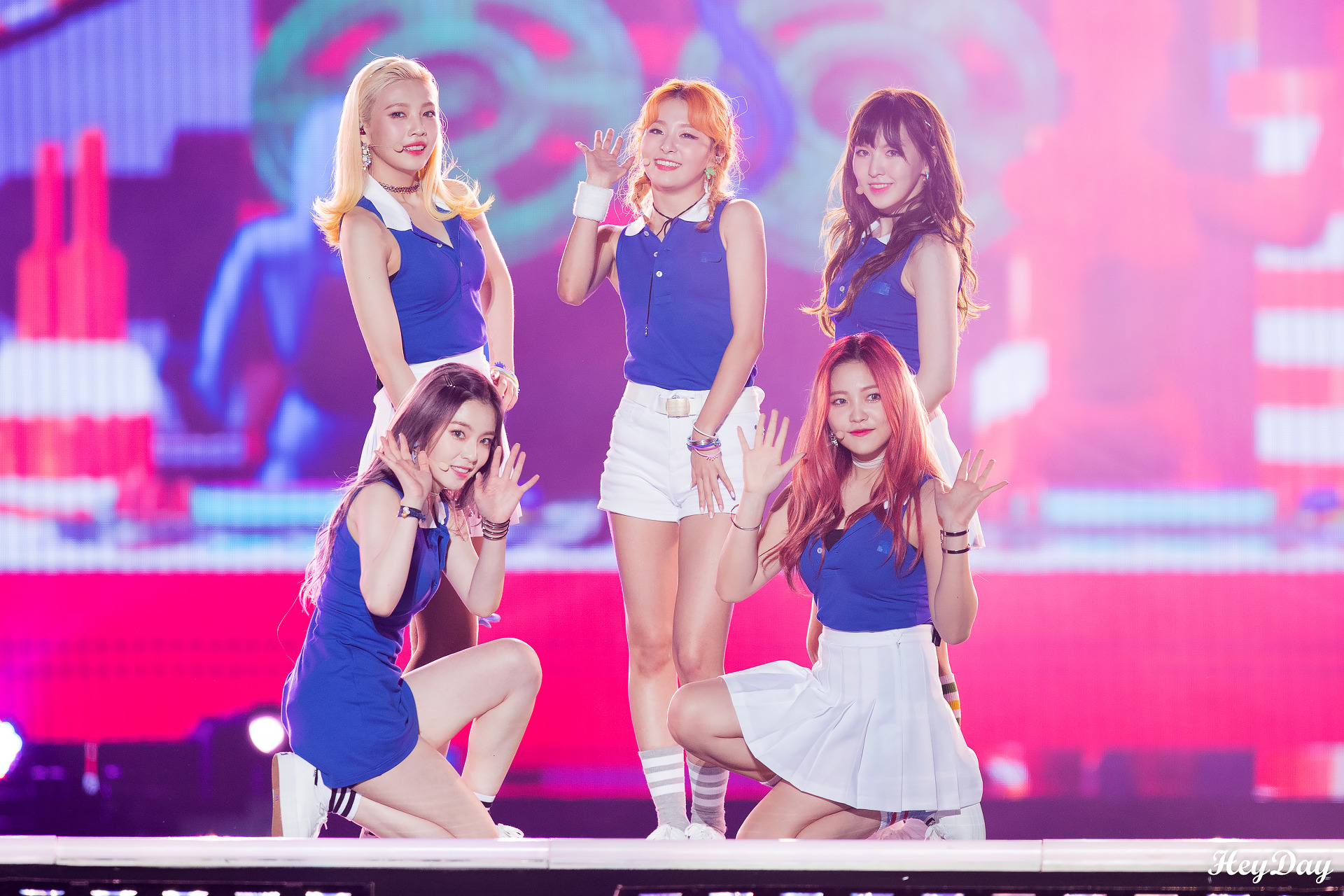
Red Velvet låg etta på listan med två olika albumsläpp under året.

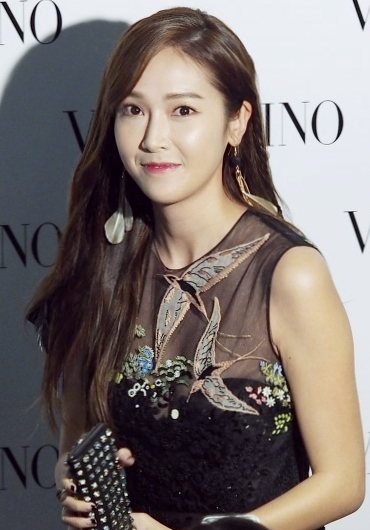
Jessica låg etta på listan med två olika albumsläpp under året.

| Datum  | Artist          | Albumtitel                                       |
| ------ | --------------- | ------------------------------------------------ |
| 2 jan  | EXO             | Sing for You                                     |
| 9 jan  | BTS             | The Most Beautiful Moment in Life, Part 2        |
| 16 jan | Suzy & Baekhyun | Dream                                            |
| 23 jan | Teen Top        | Red Point                                        |
| 30 jan | Ryeowook        | The Little Prince                                |
| 6 feb  | Winner          | Exit : E                                         |
| 13 feb | Jaejoong        | NO.X                                             |
| 20 feb | Jaejoong        | NO.X                                             |
| 27 feb | Taemin          | Press It                                         |
| 5 mar  | Taemin          | Press It                                         |
| 12 mar | BTS             | The Most Beautiful Moment in Life, Part 1        |
| 19 mar | Red Velvet      | The Velvet                                       |
| 26 mar | Got7            | Flight Log: Departure                            |
| 2 apr  | BtoB            | Remember That                                    |
| 9 apr  | CNBLUE          | Blueming                                         |
| 16 apr | Block B         | Blooming Period                                  |
| 23 apr | VIXX            | Zelos                                            |
| 30 apr | Seventeen       | Love & Letter                                    |
| 7 maj  | BTS             | The Most Beautiful Moment in Life: Young Forever |
| 14 maj | BTS             | The Most Beautiful Moment in Life: Young Forever |
| 21 maj | Jessica         | With Love, J                                     |
| 28 maj | Jonghyun        | She Is                                           |
| 4 jun  | XIA             | Xignature                                        |
| 11 jun | EXO             | EX'ACT                                           |
| 18 jun | EXO             | EX'ACT                                           |
| 25 jun | EXO             | EX'ACT                                           |
| 2 jul  | Taeyeon         | Why                                              |
| 9 jul  | Beast           | Highlight                                        |
| 16 jul | Seventeen       | Love & Letter                                    |
| 23 jul | F.T. Island     | Where's the Truth?                               |
| 30 jul | NCT 127         | NCT #127                                         |
| 6 aug  | Oh My Girl      | Listen to My Word                                |
| 13 aug | VIXX            | Hades                                            |
| 20 aug | EXO             | Lotto                                            |
| 27 aug | VIXX            | Hades                                            |
| 3 sep  | UP10TION        | Summer Go!                                       |
| 10 sep | Red Velvet      | Russian Roulette                                 |
| 17 sep | 2PM             | Gentlemen's Game                                 |
| 24 sep | Infinite        | Infinite Only                                    |
| 1 okt  | Got7            | Flight LOg: Turbulence                           |
| 8 okt  | SHINee          | 1 of 1                                           |
| 15 okt | BTS             | Wings                                            |
| 22 okt | BTS             | Wings                                            |
| 29 okt | Twice           | Twicecoaster: Lane 1                             |
| 5 nov  | EXO-CBX         | Hey Mama!                                        |
| 12 nov | Lay             | Lose Control                                     |
| 19 nov | SHINee          | 1 and 1                                          |
| 26 nov | UP10TION        | Burst                                            |
| 3 dec  | B1A4            | Good Timing                                      |
| 10 dec | Seventeen       | Going Seventeen                                  |
| 17 dec | Jessica         | Wonderland                                       |
| 24 dec | EXO             | For Life                                         |
| 31 dec | Twice           | Twicecoaster: Lane 1                             |

## Månad
| Månad | Artist    | Albumtitel                                       |
| ----- | --------- | ------------------------------------------------ |
| Jan   | Teen Top  | Red Point                                        |
| Feb   | Jaejoong  | NO.X                                             |
| Mar   | Got7      | Flight Log: Departure                            |
| Apr   | Seventeen | Love & Letter                                    |
| Maj   | BTS       | The Most Beautiful Moment In Life: Young Forever |
| Jun   | EXO       | EX'ACT                                           |
| Jul   | Seventeen | Love & Letter                                    |
| Aug   | EXO       | Lotto                                            |
| Sep   | Infinite  | Infinite Only                                    |
| Okt   | BTS       | Wings                                            |
| Nov   | Lay       | Lose Control                                     |
| Dec   | EXO       | For Life                                         |